# Milton Scarón
Milton Antonio Scarón Falero (ur. 22 sierpnia 1936 w Montevideo) – urugwajski koszykarz, brązowy medalista olimpijski z Melbourne.
Brał udział w dwóch igrzyskach olimpijskich (IO 56, IO 60). Z reprezentacją w 1956 zdobył brązowy medal, w 1960 zajął ósme miejsce. Był złotym medalistą mistrzostw Ameryki Południowej w 1955 i srebrnym w 1958 oraz 1961.